# Strophanthus arnoldianus
Strophanthus arnoldianus là một loài thực vật có hoa trong họ La bố ma. Loài này được De Wild. & T.Durand miêu tả khoa học đầu tiên năm 1899.